# 三郷放水路
三郷放水路（みさとほうすいろ）は、埼玉県三郷市の中川から江戸川を結ぶ国土交通省管理の放水路である。全長約1.5km。三郷市を東西に横断する形で整備されている。

## 歴史
中川・綾瀬川流域は特に低層のため、水はけが悪く、水が溜まりやすい地形である上、都市化の進展により大雨が降ると度々洪水になり、流域住民を悩ませていた。また中川下流部は、工場・生活排水により、水質汚濁が深刻化していた。こうした状況を改善すべく、本放水路が1973年（昭和48年）に建設された。

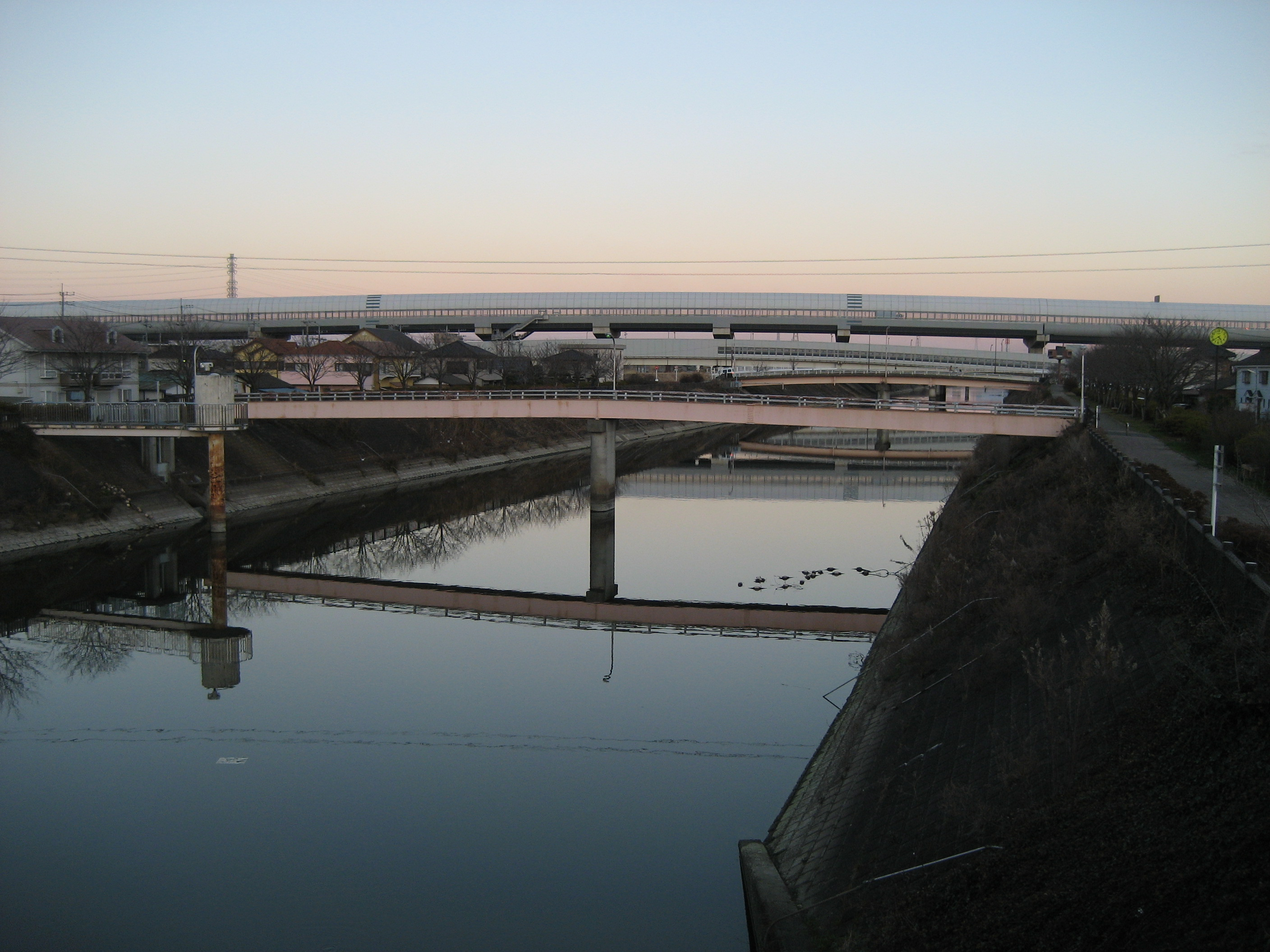
三郷水門から外環道・江戸川方面を望む

## 構造
放水路西端（中川との合流箇所）に水門（三郷水門）が設置されている。また、途中に架かる新大膳橋と大膳歩道橋の間に、大場川と交差する箇所があり、水門（大場川水門）と伏越を設置している。
酒井橋と八丁堀橋のほぼ中間付近から、第二大場川が本放水路の土手を挟み三郷排水機場まで平行している。また、東端（江戸川側）には、洪水時に使用するポンプ場（三郷排水機場）が設置されており、ここでは三郷放水路の排水の他第二大場川の排水も行っている。排水機場内には国土交通省江戸川河川事務所三郷出張所が置かれている。
この放水路内側の両岸をコンクリートブロックで養生した土手が設置されている。また、外側には桜（ソメイヨシノ）が所々に植えられている。

## 施設諸元
放水路
水路床勾配：5000分の1

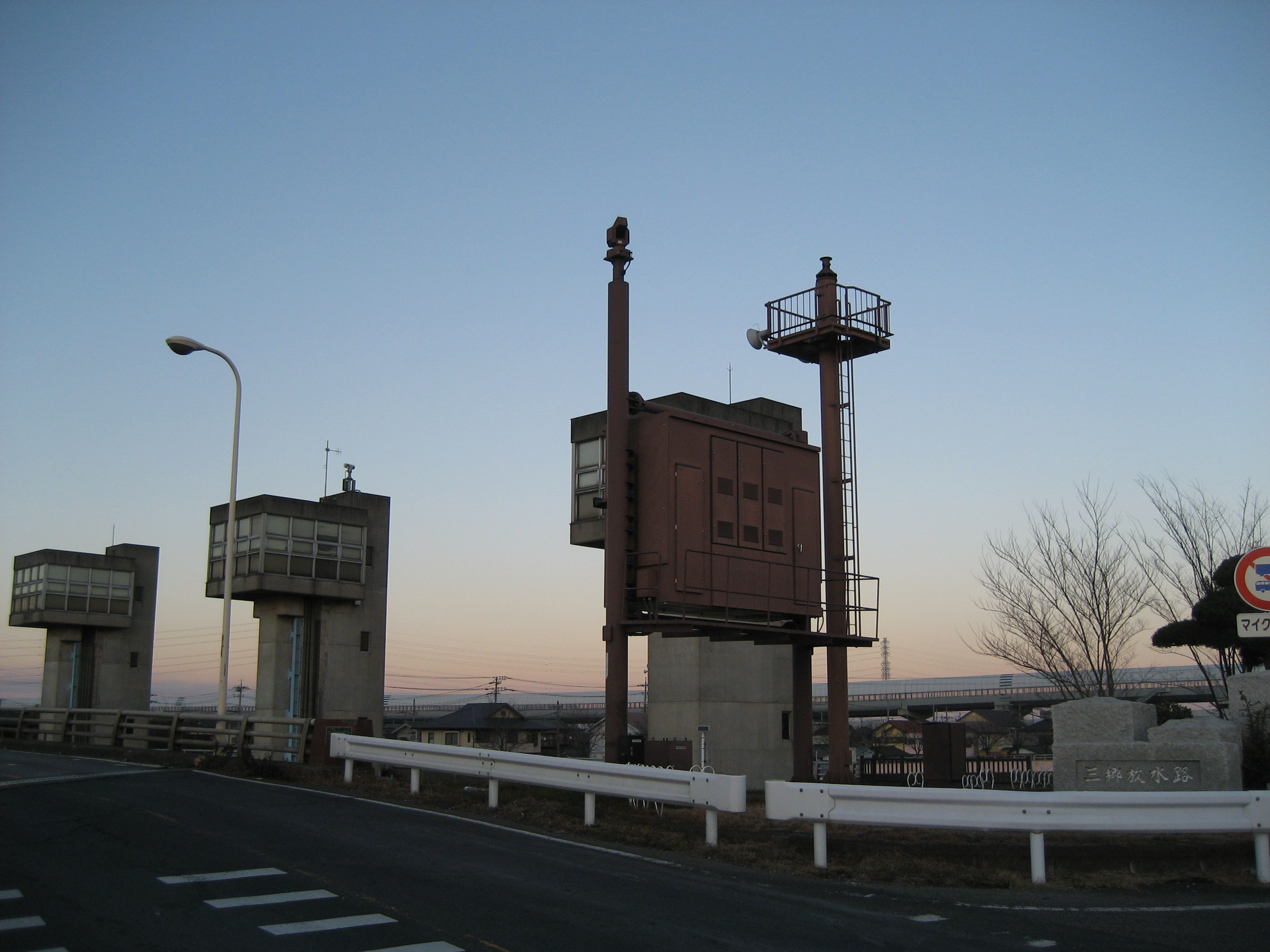
三郷水門
本体：鉄筋コンクリート造
門扉：鋼製ローラーゲート、巾22m、高さ7.38m、2門
三郷排水機場
建屋：鉄筋コンクリート造、巾28m、長さ100m、高さ地上21m、地下14m
ポンプ：50m3/sec 3台、30m3/sec 1台、20m3/sec 1台（20m3/secポンプは排水と浄化導水、利水導水を行う。）
大場川水門及び伏越
水門
本体：鉄筋コンクリート造
門扉：鋼製ローラーゲート、巾15m、高さ7.11m
伏越
本体：鉄筋コンクリート造、巾2.5m、高さ3.5m、長さ75m2連
門扉：鋼製ローラーゲート

## 橋梁等
- 境木橋（東京都道・埼玉県道67号葛飾吉川松伏線）
- 二合半橋
- 東京外環自動車道側道橋
- 酒井橋
- 八丁堀橋
- 八丁堀歩道橋
- 新大膳橋（埼玉県道21号三郷松伏線）
- 大膳歩道橋
- 大膳橋

## 関連する河川
- 中川
- 二郷半領用水
- 大場川
- 第二大場川
- 江戸川